# Ангелос Сікеліанос
Ангелос Сікеліанос (грец. Άγγελος Σικελιανός; 28 березня 1884, острів Лефкас — 19 червня 1951, Афіни) — грецький поет і драматург, один з найзначніших грецьких поетів XX століття. Його вірші прославляють національну історію, релігійний символізм, універсальну гармонію.

## Біографія
Ангелос Сікеліанос народився на острові Лефкас, де провів все своє дитинство. 1900 року він вступив в юридичну школу в Афінах, але не закінчив її. Надалі багато подорожував, займаючись письменництвом. 1907 року одружився з американкою Евою Палмер, яка була на той час студенткою, вчилася в Парижі. 1908 року вони разом переїхали до Афін. 1909 року опублікована його перша збірка віршів «Ясновидець» (грец. Αλαφροΐσκιωτος), що здобула визнання критиків.
У цей період Сікеліанос почав спілкуватися з представниками грецької інтелігенції. Сікеліанос товаришував із письменником Нікосом Казандзакісом, в 1914 році вони разом провели 40 днів на горі Афон, відвідуючи монастирів і ведучи аскетичний спосіб життя. Наступного року вони здійснили паломництво територією Греції. Хоча обидва вони були близькі за духом один одному, але все ж їхні погляди на життя розрізнялися. Сікеліанос сповнений оптимізму, віри у свої здібності як письменника. Натомість Казандзакіс цурався людей, був схильний до сумнівів. Однак вони були єдині у своїх спробах збагатити і облагородити людський дух за допомогою літератури.

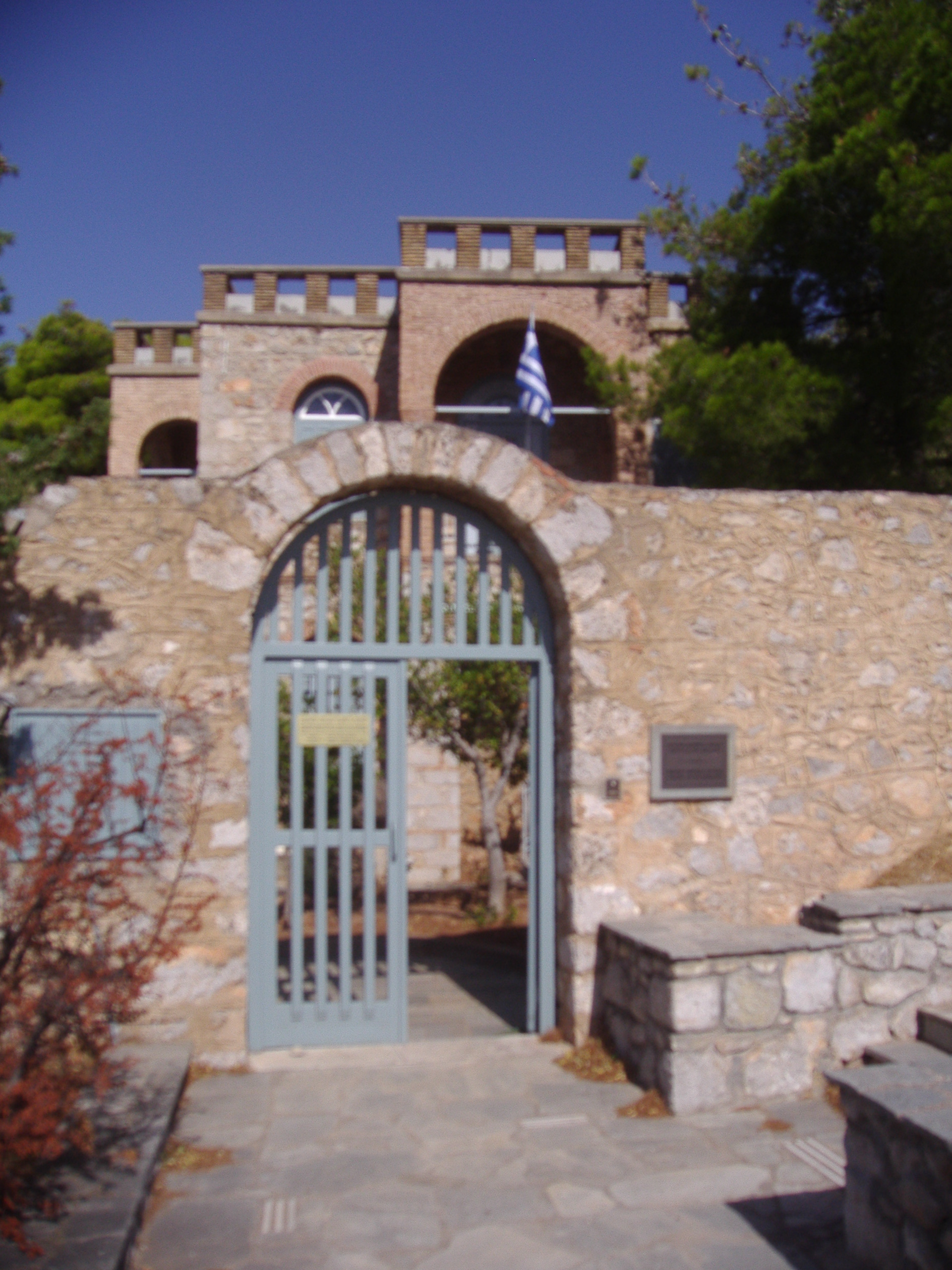
Будинок Ангелос Сікеліаноса в Дельфах

У травні 1927 року за підтримки своєї дружини Сікеліанос організував Дельфійський фестиваль як частину свого глобального задуму про відродження «дельфійської ідеї». Він вірив, що принципи, які були сформульовані стародавньою грецькою цивілізацією, якщо їх переглянути з урахуванням сучасних реалій, можуть допомогти культурному спілкуванню між людьми. Ігри стали популярними і, незважаючи на відсутність державної підтримки, проводилися ще. 1930 у їх проведення було надовго перервано через великі витрати на організацію.
1950-тих роках Єва Палмер здійснювала спроби організувати третій Дельфійський фестиваль. Збереглися її лист до Сікеліаноса, в яких вона викладає свої плани з приводу проведення Фестивалю і призначає рік — 1953. Проте смерть Сікеліаноса, і, через деякий час, самої Палмер, не дала можливості здійснити задумане.
Європейський Культурний Центр у Дельфах придбав і відновив будинок Ангелоса і Єви Сікеліанос в Дельфах, сьогодні в ньому розміщується Музей Дельфійських фестивалів.
Під час німецької окупації Сікеліанос був джерелом натхнення для грецького народу, особливо після його промови, яку він прочитав на могилі іншого великого грецького поета Костіса Паламаса. Він склав звернення на захист євреїв, підписаний багатьма відомими громадянами Греції, брав участь в Рух Опору в Греції, очолював Товариство грецьких письменників.
1949 року Ангелос Сікеліанос висувався кандидатом на отримання Нобелівської премії з літератури. Трагічно загинув в Афінах, отруївшись ліками.

## Основні праці
- Ясновидець (1907, Αλαφροΐσκιωτος)
- Пролог до життя (1915—1917, Πρόλογος στη Ζωή)
- Матір Божа (1917, Μήτηρ Θεού)
- Пасха греків (1918, Πάσχα των Ελλήνων)
- Дельфійське слово (1927)
- Сивіла (1940, Σίβυλλα)
- Христос в Римі (1946, Χριστός στη Ρώμη)
- Смерть Дігеніса (1947, Θάνατος του Διγενή)